# 嵊州 (古代)
嵊州，中国唐朝时的州。
武德四年（621年）置，治所在剡县（今浙江省嵊州市南）。辖境约当今浙江省嵊州市一带。武德八年（625年）废。